# Deborah Walley
Pour les articles homonymes, voir Walley.
Deborah Walley est une actrice américaine née le 12 août 1941,, à Bridgeport dans l'État du Connecticut aux États-Unis et morte le 10 mai 2001 à Sedona en Arizona, États-Unis à l'âge de 57 ans,.
Très populaire dans les années 1960 à Hollywood, elle fut la vedette de 15 films avec la plupart du temps des filles en bikini sur des plages et notamment dans Le Tombeur de ces demoiselles avec Elvis Presley. Walley eut du mal à se défaire de son image qu'elle s'était créée en jouant dans des films de plage par après. Elle est élue l'Actrice la plus populaire de 1961 par le magazine Photoplay.

## Biographie et carrière
Deborah Walley voit le jour à Bridgeport au Connecticut le 12 août 1941, la fille de Nathan et d'Edith Walley (née Dustman), deux patineurs artistiques professionnels et qui font des chorégraphies sur patins à glace avec les Ice Capades. Deborah fait sa première apparition publique sur patins à glace à l'âge de 3 ans au Madison Square Garden à New York, mais adolescente elle décide de quitter ce sport pour se consacrer à la scène : « Je détestais tout simplement la glace et le froid, heureusement que mes parents étaient compréhensifs », se souvient-elle. Elle fait ses études au Central High School de Bridgeport puis son cours d'université à l'American Academy of Dramatic Arts de New York et fit plusieurs apparitions dans des commerciaux à la télévision depuis qu'elle a 15 ans. Elle est découverte par la Columbia Pictures en jouant dans une pièce d'Anton Tchekhov, Les Trois Sœurs et peut ainsi faire le saut à Hollywood.
Elle fait sensation dans son premier film tourné en 1961, Gidget à Hawaï. Ensuite s'enchaîne une série de films dont l'action se situe toujours sur des plages avec des filles en bikini dansant sur des chansons de musique pop. Ce fait au cours de cette série de films qu'elle joue avec, entre autres, Frankie Avalon et Annette Funicello et surtout la méga-vedette de l'époque Elvis Presley avec lequel elle a une idylle. Dans le film Le Tombeur de ces demoiselles, elle joue une fille androgyne, une sorte de garçon manqué qui accompagne Elvis et son groupe de musique en jouant à la batterie, mais elle a un penchant secret pour le chanteur du groupe (incarné par Elvis). Ils deviennent amis pour toute la vie. Par après son seul rôle d'importance dans les années 1970 est son interprétation de Linda dans le film familial Benji mettant en vedette un chien débrouillard et adorable. Elle apparait également dans un épisode d'Alerte à Malibu.
Elle est la cofondatrice de la « Swiftland Theater Company », une sorte d'école théâtrale qui apprend aux indiens d'Amérique du Nord comment jouer et lire des textes ainsi que du Sedona Children's Theater après avoir emménagé à Sedona en 1991.
Deborah Walley décède le 10 mai 2001 à l'âge de 59 ans d'un cancer de l'œsophage à Sedona en Arizona selon les dires de son amie Julie Parrish, et est incinérée. Avant sa mort elle avait apparemment fini d'écrire un livre à propos de sa relation avec Elvis mais il n'a pas encore été publié.

### Vie personnelle
Deborah Walley s'est mariée trois fois et a trois enfants dont deux lui survivent. Elle a comme premier mari John Reynolds avec qui elle a un fils, Justin Reynolds, puis elle se marie avec John Ashley le 24 avril 1962 dont elle a un autre fils, Anthony Ashley (né le 4 mai 1963) puis divorce en 1966 pour épouser son troisième mari Chet McCracken en 1968 pour finalement divorcer en 1975.

## Filmographie
- 1957 : La Grande Caravane (série télévisée) : Nancy Styles
- 1958 : Naked City (série télévisée) : Heather Weston
- 1960 : Route 66 (série télévisée) : Helen Paige
- 1961 : Gidget Goes Hawaiian : Gidget (Frances Lawrence)
- 1962 : Le Virginien (série télévisée) : Corey Ann Skeet
- 1962 : Bon Voyage ! : Amy Willard
- 1963 : Le Plus Grand Chapiteau du monde (série télévisée) : Anne
- 1963 : L'Homme à la Rolls (série télévisée) : Gwenny Trent
- 1963 : L'Été magique : Julia Carey
- 1964 : The Young Lovers (en) : Debbie
- 1964 : Gomer Pyle, U.S.M.C. (en) (série télévisée) : Tina Tracy
- 1965 : Ski Party (en) : Linda Hughes
- 1965 : Deux Cinglés à l'armée (Sergeant Dead Head) de Norman Taurog : l'aviatrice Lucy Turner
- 1965 : Dr. Goldfoot and the Bikini Machine : la petite amie de la cafétéria de Craig
- 1965 : Beach Blanket Bingo : Bonnie Graham
- 1966 : The Ghost in the Invisible Bikini : Lili Morton
- 1966 : The Bubble (en) : Catherine
- 1966 : Le Tombeur de ces demoiselles : Les
- 1967 : The Mothers-in-Law (en) (série télévisée) : Suzie Hubbard Buell
- 1967 : It's a Bikini World : Delilah Dawes
- 1969 : Love, American Style (série télévisée) : Nina (partie Love and the Anxious Mama), Helen (partie Love and the Guilty Conscience)
- 1970 : Le Virginien (TV) saison 9 épisode 04  (With love, bullets and valentines) : Corey Ann Skeet
- 1971 : Drag Racer : Chris
- 1973 : The Severed Arm (en) : Teddy Rogers
- 1974 : Benji : Linda
- 1977 : The Hardy Boys/Nancy Drew Mysteries (série télévisée) : Gina Bartelli
- 1981 : Simon et Simon (série télévisée) : Gigi Dolores
- 1989 : Tic et Tac, les rangers du risque (série télévisée) : Buffy Ratskiwatski
- 1989 : Alerte à Malibu (série télévisée) : Ethel